# Consett
Consett é uma cidade no noroeste do condado de Durham, na Inglaterra. A cidade é a terra natal do célebre ator britânico Rowan Atkinson.